# Burlington (Wisconsin)
Burlington ist eine Stadt im Racine County und im Walworth County im Südosten des US-amerikanischen Bundesstaates Wisconsin. Im Jahr 2020 hatte Burlington laut US Census Bureau 11.047 Einwohner.
Burlington ist Bestandteil der Metropolregion Milwaukee.

## Geografie und Verkehr
Burlington liegt beiderseits des Fox River an der Mündung des White River auf 42°40'40" nördlicher Breite und 88°16'41" westlicher Länge. Die Stadt erstreckt sich über 15,87 km², die sich auf 15,36 km² Land- und 0,51 km² Wasserfläche verteilen.
In der Mitte Burlingtons treffen die Wisconsin Highways 11, 36, 83 und 142 zusammen.
23,2 km westlich der Stadt kreuzt sich die Interstate 43 mit dem U.S. Highway 12. 27,3 km östlich von Burlington verlaufen in nord-südlicher Richtung gemeinsam die Interstate 94 und der U.S. Highway 41.
In Burlington kreuzen sich zwei Bahnlinien der früheren Wisconsin Central und der Chicago, Milwaukee, St. Paul and Pacific Railroad (besser als Milwaukee Road bekannt), die heute beide zur Canadian National Railway gehören.
Mit dem Burlington Municipal Airport verfügt die Region für kleinere Flugzeuge auch über einen Anschluss an das Luftverkehrsnetz.
Die nächsten größeren Städte sind das 59,5 km nordöstlich gelegene Milwaukee, Racine (43,7 km östlich), Kenosha (41,9 km ostsüdöstlich), Chicago (125 km südsüdöstlich), Rockford (Illinois) (100 km südwestlich), Wisconsins Hauptstadt Madison (123 km nordwestlich) und Waukesha (41,3 km nördlich).

## Geschichte
Vor der Ankunft weißer Siedler lebten Indianer vom Stamm der Potawatomi in der Gegend.
Als erste Weiße kam eine Gruppe französischer Entdecker und Missionare im Herbst 1799 in das Gebiet der heutigen Stadt Burlington. Sie überquerten die Wasserscheide zwischen dem Root River und dem Fox River, den sie an der Stelle der heutigen Stadt erreichten.
Die ersten weißen Siedler im heutigen Burlington kamen im Jahr 1835. Im Jahr Frühjahr und im Sommer 1836 kamen weitere Ansiedler, insbesondere aus Neuengland hinzu. Die Siedlung wurde nach dem Fluss Foxville genannt. Im gleichen Jahr beschlossen die Siedler einstimmig, den Ort in Anlehnung an Burlington in Vermont den Namen Burlington zu geben. Der Name Foxville wurde aber bis zur offiziellen Umbenennung im Jahr 1839 weiterhin benutzt.
Die Siedlung, die bis 1836 zum Michigan-Territorium gehörte, wurde durch einen Beschluss des US-Kongresses am 3. Juli 1836 Teil des neu eingerichteten Wisconsin-Territoriums. Als Countys gebildet wurden, kam die Siedlung zum Milwaukee County, aus dem im Dezember 1836 das Racine County herausgelöst wurde. Im Frühjahr 1837 wurde eine Poststation eröffnet. Im Mai 1837 wurde mit der Sägemühle der erste Holzrahmenbau des Ortes errichtet.
Von 1844 bis 1850 war der Ort Voree westlich von Burlington das Zentrum der Church of Jesus Christ of Latter Day Saints (Strangite), einer von vielen Mormonensekten.
Burlington wurde 1886 der Status „Village“ verliehen; 1900 erfolgte die Erhebung zur „City“.

## Klima
|                        | Jan   | Feb   | Mär  | Apr  | Mai  | Jun   | Jul   | Aug   | Sep  | Okt  | Nov  | Dez  |   |       |
| Mittl. Temperatur (°C) | −8,1  | −5,8  | 0,8  | 7,7  | 13,8 | 19,2  | 21,9  | 20,7  | 16,4 | 9,9  | 3,0  | −4,8 | ⌀ | 8     |
| Mittl. Tagesmax. (°C)  | −3,3  | −0,8  | 5,6  | 13,3 | 20,2 | 25,7  | 28,2  | 26,8  | 22,7 | 16,1 | 7,9  | −0,2 | ⌀ | 13,6  |
| Mittl. Tagesmin. (°C)  | −12,9 | −10,8 | 1,2  | 2,1  | 7,3  | 12,7  | 15,6  | 14,4  | 10,1 | 3,8  | −1,9 | −9,3 | ⌀ | 2,8   |
|                        |       |       |      |      |      |       |       |       |      |      |      |      |   |       |
| Niederschlag (mm)      | 35,6  | 27,9  | 61,0 | 83,8 | 76,2 | 104,1 | 106,7 | 101,6 | 91,4 | 63,5 | 66,0 | 45,7 | Σ | 863,5 |

| −12,9 |

| −10,8 |

| 1,2 |

| 2,1 |

| 7,3 |

| 12,7 |

| 15,6 |

| 14,4 |

| 10,1 |

| 3,8 |

| −1,9 |

| −9,3 |

| −12,9 |

| −10,8 |

| 1,2 |

| 2,1 |

| 7,3 |

| 12,7 |

| 15,6 |

| 14,4 |

| 10,1 |

| 3,8 |

| −1,9 |

| −9,3 |

| N i e d e r s c h l a g | 35,6 | 27,9 | 61,0 | 83,8 | 76,2 | 104,1 | 106,7 | 101,6 | 91,4 | 63,5 | 66,0 | 45,7 |
|                         | Jan  | Feb  | Mär  | Apr  | Mai  | Jun   | Jul   | Aug   | Sep  | Okt  | Nov  | Dez  |

## Demografische Daten
Bei der offiziellen Volkszählung im Jahr 2000 wurde eine Einwohnerzahl von 9.936 ermittelt. Diese verteilten sich auf 3.838 Haushalte in 2.590 Familien. Die Bevölkerungsdichte lag bei 646,9 Einwohnern pro Quadratkilometer. Es gab 3.953 Wohngebäude, was einer Bebauungsdichte von 257,4 Gebäuden je Quadratkilometer entsprach.
Die Bevölkerung bestand im Jahr 2000 aus 95,9 Prozent Weißen, 0,4 Prozent Afroamerikanern, 0,1 Prozent Indianern, 0,6 Prozent Asiaten und 2,2 Prozent anderen. 0,8 Prozent gaben an, von mindestens zwei dieser Gruppen abzustammen. 4,6 Prozent der Bevölkerung bestand aus Hispanics, die verschiedenen der genannten Gruppen angehörten.
27,8 Prozent waren unter 18 Jahren, 9,0 Prozent zwischen 18 und 24, 29,5 Prozent von 25 bis 44, 19,8 Prozent von 45 bis 64 und 13,9 Prozent 65 und älter. Das mittlere Alter lag bei 35 Jahren. Auf 100 Frauen kamen statistisch 92,4 Männer, bei den über 18-Jährigen 87,6.
Das mittlere Einkommen pro Haushalt betrug 43.365 US-Dollar (USD), das mittlere Familieneinkommen 54.045 USD. Das mittlere Einkommen der Männer lag bei 38.471 USD, das der Frauen bei 25.082 USD. Das Pro-Kopf-Einkommen belief sich auf 21.789 USD. Rund 3,7 Prozent der Familien und 5,1 Prozent der Gesamtbevölkerung lagen mit ihrem Einkommen unter der Armutsgrenze.

## Bekannte Bewohner
- Ginger Beaumont (1876–1956) – Baseballspieler (MLP – Pittsburgh Pirates, Boston Braves) – gestorben in Burlington
- Henry Allen Cooper (1850–1836) – Abgeordneter des US-Repräsentantenhauses (1893–1919) und (1921–1931) – aufgewachsen in Burlington
- Gregory Itzin (1948–2022) – Schauspieler – aufgewachsen in Burlington
- Bill Kazmaier (geb. 1953) – Kraftsportler – geboren in Burlington
- Paul Miller, Baseballspieler (MLB – Pittsburgh Pirates)[18] – geboren in Burlington
- Davis C. Rohr – General der US.Air Force – geboren in Burlington
- Tony Romo (geb. 1980) – American-Football-Profi (Quarterback bei den Dallas Cowboys) – besuchte die Schule in Burlington
- Braggo Roth (1882–1936) – Baseballspieler (MLB – bei verschiedenen Teams)[19] – geboren in Burlington